# 宝特瓶猪笼草
宝特瓶猪笼草（学名：Nepenthes truncata），又称宝特猪笼草、截叶猪笼草，是菲律宾特有的热带食虫植物。其种加词“truncata”来源于拉丁文“truncatus”，意为“截形的”，指的是它标志性的截形叶。其分布于迪纳加特、莱特岛和棉兰老岛。其生长于海拔0至1500米处。宝特瓶猪笼草的特征为其叶片呈截形，捕虫笼巨大，可高达40厘米。
罗伯坎特利猪笼草（N. robcantleyi）曾被认为是宝特猪笼草的一个变型。

## 食虫性
2006年9月29日，法国里昂植物园内的宝特瓶猪笼草的捕虫笼内发现了一只淹死老鼠，并拍摄的照片。其为宝特瓶猪笼草成功捕食到哺乳动物的第一次记录。之前仅已知马来王猪笼草（N. rajah）和莱佛士猪笼草（N. rafflesiana）偶尔可以捕捉到小型哺乳动物。

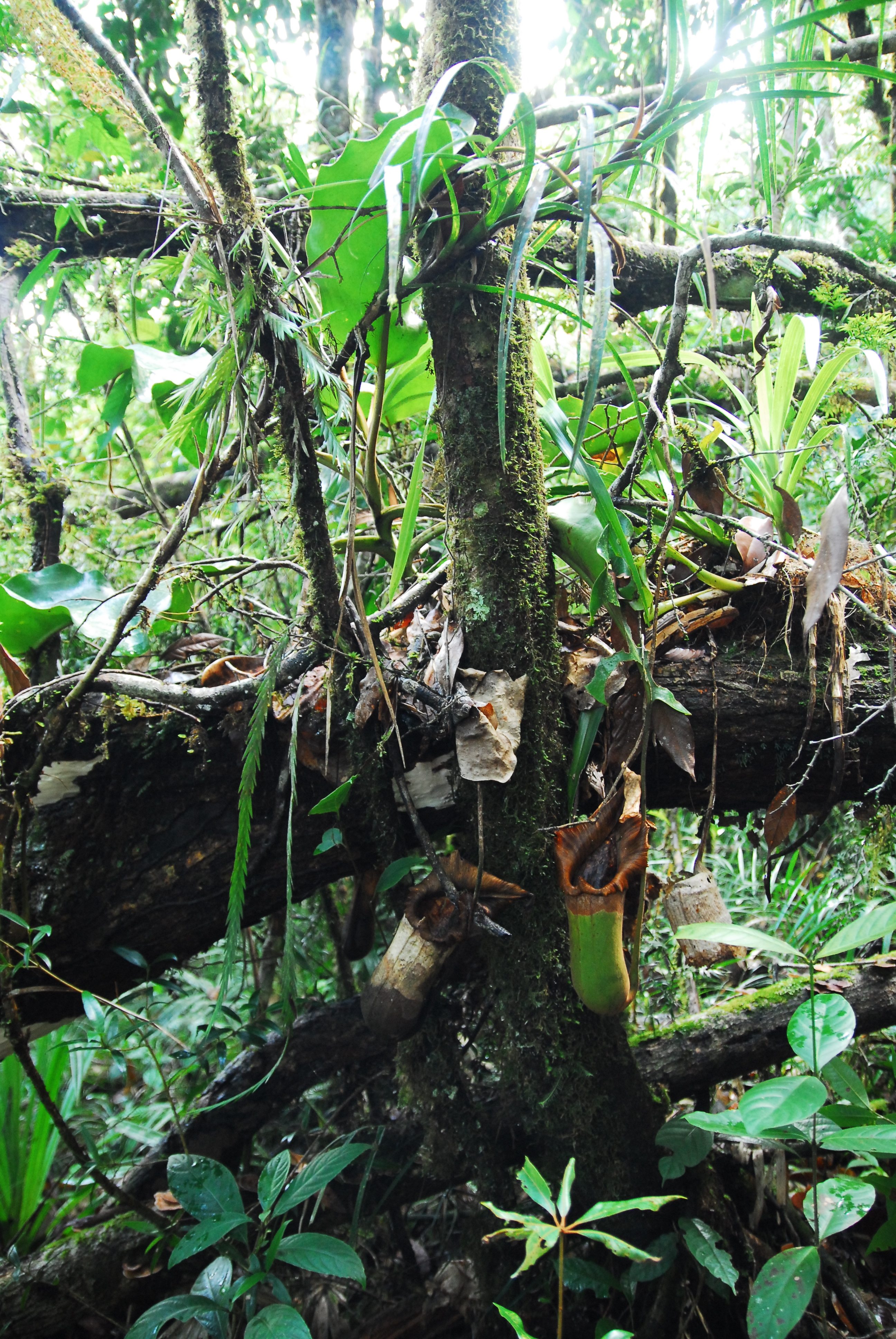
宝特瓶猪笼草的附生植株
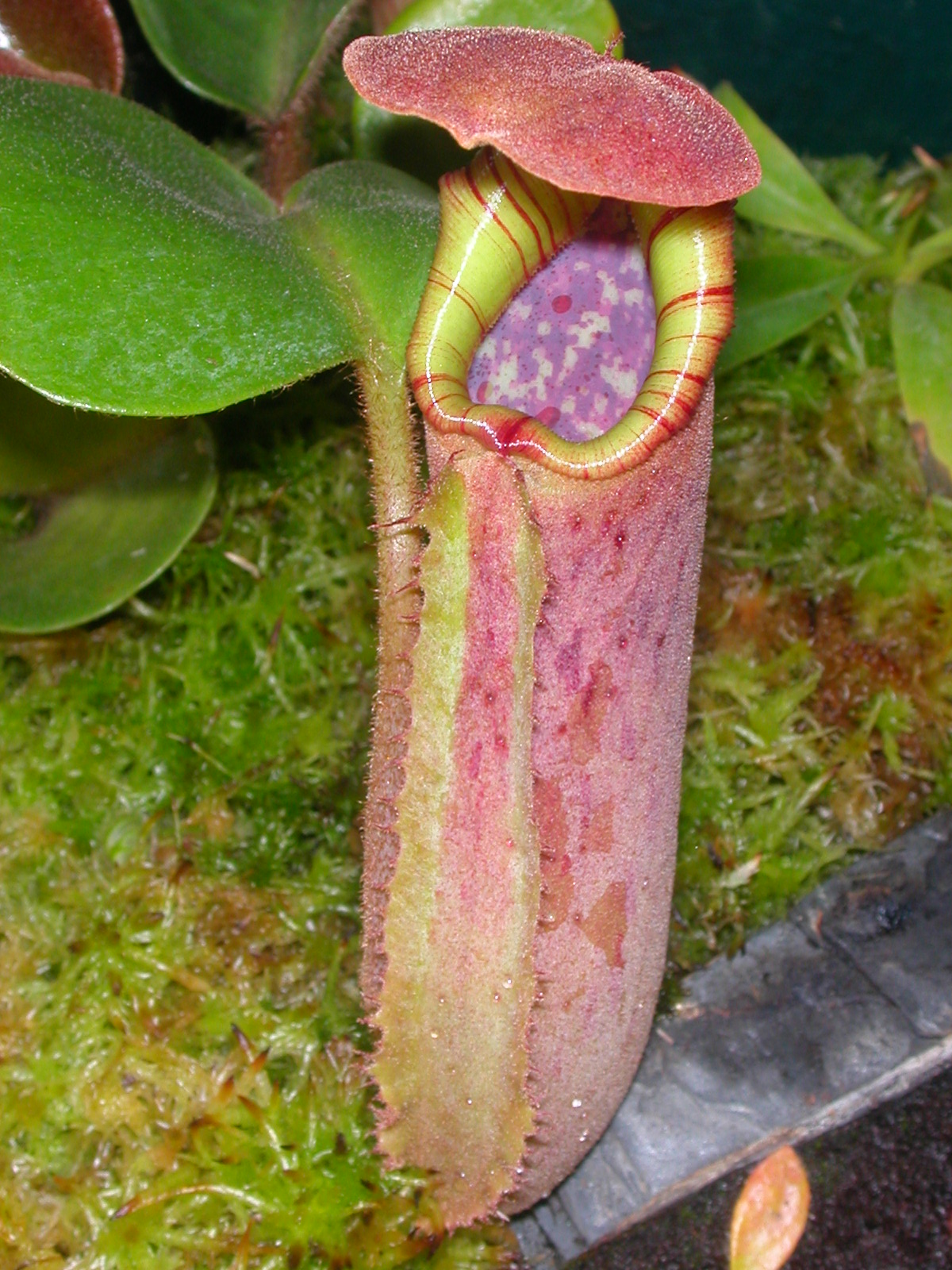
一种高地型的宝特瓶猪笼草，其捕虫笼和新叶均呈现红色，园艺上一般习惯将具有此类性状的猪笼草称为“红叶宝特”

## 自然杂交种
- N. alata × N. truncata [=N. × truncalata][8]
- N. mindanaoensis × N. truncata[4]
- ?N. petiolata × N. truncata[9][10]

## 扩展阅读
- 食虫植物照片搜索引擎中宝特瓶猪笼草的照片（页面存档备份，存于）

 维基共享资源上的相關多媒體資源：宝特瓶猪笼草
 維基物種上的相關：宝特瓶猪笼草